# Chinampa de Gorostiza
Chinampa de Gorostiza là một đô thị thuộc bang Veracruz, México. Năm 2005, dân số của đô thị này là 14143 người.